# Rubberband Girl
Pour un article plus général, voir Discographie et vidéographie de Kate Bush.
 (mai 2014).
Singles de Kate Bush
Rocket Man
(25 nov. 1991) Eat the Music (en)
(7 sept. 1993)
Pistes de The Red Shoes
And So Is Love (en)
Rubberband Girl est une chanson de Kate Bush, et le premier des 4 singles à être extrait de l'album The Red Shoes en 1993.